# Новий українсько-китайський словник

Обкладинка словника

Новий українсько-китайський словник (кит. 新编乌克兰语汉语词典, пін. Xīn biān wūkèlán yǔ hànyǔ cídiǎn) — двомовний словник-довідник 2013 року, що містить близько 80 тисяч словникових гасел; перший українсько-китайський словник середнього масштабу (бл. 4 млн слів); виданий The Commercial Press («Комерційне видавництво»).

## Опис
Основу ілюстрованого словника на 1414 сторінках складають загальновживані слова з царини політики, економіки, суспільного життя, культури, побуту тощо. Довідник включає розповсюджені професійні терміни.
Новий українсько-китайський (спрощена китайська) словник заснований на Українсько-російському словникові, укладеному Інститутом мов Української академії наук, що виданий був у видавництві «Українська радянська енциклопедія» (Київ).
У додатках книги зазначені особливості словозміни в українській мові, списки скорочень, топоніми для довідки.

## Автори
- Головний редактор: Хуан Юесун (Хуан Юечжао; кит. 黄曰炤, пін. Huáng Yuēzhào), колишній директор Українського офісу Інституту Східної Європи та Центральної Азії Китайської академії соціальних наук.
- Заступник головного редактора: Чжен Шупу, директор Інституту лексикографічних досліджень Хейлунцзянського університету[en], автор меншого за обсягом Українсько-китайського словника 1990 року (у співавторстві з Іваном Чирком)[2].

## Бекграунд
Дивись також: Українсько-китайський словник Хейлунцзянського університету 1999 року.
Новий українсько-китайський словник — один із проєктів у рамках угоди про співпрацю в галузі наукових досліджень, підписаній керівниками України та Китаю, який підтримується Спеціальним фондом пропаганди та розвитку культури Китайської видавничої групи. Цільова аудиторія словника: українські студенти, дослідники, перекладачі, учасники міжнародної торгівлі та інші.

## Китайсько-український ілюстрований словник 2019 року
Те ж видавництво The Commercial Press у 2019 році — до 70-річчя КНР та 27-річчя встановлення дипломатичних відносин між Україною та КНР — презентувало новий Китайсько-український ілюстрований словник.